# Корсунь-Шевченковская операция
Ко́рсунь-Шевче́нковская опера́ция (также Корсунь-Шевченковская битва, Корсунь-Шевченковский котёл, Корсуньский котёл, Черкасский котёл, Черкасское окружение) — наступательная операция войск 1-го и 2-го Украинских фронтов, проведённая 24 января — 17 февраля 1944 года с целью уничтожения корсунь-шевченковской группировки вермахта. Была частью стратегического наступления советских войск на Правобережной Украине (Днепровско-Карпатская операция).
Операция завершилась ликвидацией котла и частичным разгромом окружённой группировки (34 % военнослужащих вермахта погибло), некоторой части войск удалось вырваться из окружения. Командующий окружённой группировкой генерал Штеммерман погиб в ходе прорыва в ночь с 17 на 18 февраля. Командование взял на себя группенфюрер СС Гилле.

## Военно-стратегическая ситуация
В результате Житомирско-Бердичевской операции 1-го Украинского фронта (генерал армии Н. Ф. Ватутин) и Кировоградской операции 2-го Украинского фронта (генерал армии И. С. Конев) образовался глубокий выступ, который обороняла крупная группировка противника, включавшая в себя VII и XI армейские корпуса из состава 1-й танковой армии и XLII армейский и XLVII танковый корпуса 8-й армии группы армий «Юг» (генерал-фельдмаршал Э. Манштейн).
Удерживая выступ, противник не давал возможности фронтам сомкнуть смежные фланги, мешал их продвижению к Южному Бугу. Ставка ВГК 12 января директивой № 220006 поставила 1-му и 2-му Украинским фронтам задачу окружить и уничтожить группировку противника в Корсунь-Шевченковском выступе.

## Планирование операции
Замыслом командования предполагалось нанести войсками двух фронтов встречные удары под основание выступа и соединиться в районе городов Шпола, Звенигородка. К операции привлекались часть сил 40-й, 27-й армий, 6-я танковая армия и часть сил 2-й воздушной армии 1-го Украинского фронта, 52-я, 4-я гвардейская, 53-я армии, 5-я гвардейская танковая армия, 5-я воздушная армия и 5-й гвардейский кавалерийский корпус 2-го Украинского фронта, а также 10-й истребительный авиакорпус ПВО страны. Операция готовилась в сложной обстановке, особенно для 1-го Украинского фронта, войска которого в это время отражали ожесточённые удары противника в районе севернее Умани и восточнее Винницы. Рано начавшаяся на Украине оттепель и весенняя распутица затрудняли манёвр войск, подвоз материальных средств и использование авиацией грунтовых аэродромов.

## Боевой и численный состав сторон

### РККА
1-й Украинский фронт (генерал армии Н. Ф. Ватутин)
- 27-я армия (генерал-лейтенант С. Г. Трофименко)
  - 180-я стрелковая дивизия
  - 206-я стрелковая дивизия
  - 337-я стрелковая дивизия
  - 54-й укреплённый район
  - 159-й укреплённый район
  - 16-й Гвардейский миномётный полк Гвардейских миномётных частей
  - 28 348 человек, 887 орудий и миномётов, 38 САУ.
- левое крыло 40-й армии (генерал-лейтенант Ф. Ф. Жмаченко)
  - 47-й стрелковый корпус (2-го формирования) (генерал-майор И. С. Шмыго)
    - 167-я стрелковая дивизия
    - 359-я стрелковая дивизия

  - 104-й стрелковый корпус (генерал-лейтенант А. В. Петрушевский)
    - 58-я стрелковая дивизия
    - 133-я стрелковая дивизия

  - 33 726 человек, 883 орудия и миномёта, 26 танков, 27 САУ.
- 6-я танковая армия (генерал-лейтенант А. Г. Кравченко)
  - 5-й механизированный корпус (генерал-лейтенант М. В. Волков)
  - 5-й гвардейский танковый корпус (генерал-лейтенант В. М. Алексеев)
  - 24 423 человека, 179 орудий и миномётов, 192 танка, 52 САУ. Существуют иные данные по количеству бронетехники в армии — 107 танков и САУ[11]; 282 танка и САУ[12]; 160 танков, 59 САУ[13].
- 2-я воздушная армия (часть сил, генерал-лейтенант авиации С. А. Красовский)
  - 2709 человек, 164 истребителя, 92 штурмовика, 43 дневных и 192 ночных бомбардировщиков, 12 разведчиков.

2-й Украинский фронт (генерал армии И. С. Конев)
- 52-я армия (генерал-лейтенант К. А. Коротеев)
  - 73-й стрелковый корпус (генерал-майор С. А. Козак)
    - 254-я стрелковая дивизия
    - 294-я стрелковая дивизия

  - 78-й стрелковый корпус (генерал-майор Г. А. Латышев)
    - 373-я стрелковая дивизия

  - 15 886 человек, 375 орудий и миномётов.
- 4-я гвардейская армия (генерал-майор А. И. Рыжов)
  - 20-й гвардейский стрелковый корпус (генерал-майор Н. И. Бирюков)
    - 5-я гвардейская воздушно-десантная дивизия
    - 7-я гвардейская воздушно-десантная дивизия
    - 62-я гвардейская стрелковая дивизия
    - 31-я стрелковая дивизия

  - 21-й гвардейский стрелковый корпус (генерал-майор П. И. Фоменко)
    - 69-я гвардейская стрелковая дивизия
    - 94-я гвардейская стрелковая дивизия
    - 252-я стрелковая дивизия
    - 375-я стрелковая дивизия

  - 45 653 человека, 1083 орудия и миномёта, 15 танков, 3 САУ.
- 53-я армия (генерал-лейтенант И. В. Галанин)
  - 78-я гвардейская стрелковая дивизия
  - 214-я стрелковая дивизия
  - 26-й гвардейский стрелковый корпус (генерал-майор П. А. Фирсов)
    - 1-я гвардейская воздушно-десантная дивизия
    - 25-я гвардейская стрелковая дивизия
    - 6-я стрелковая дивизия

  - 48-й гвардейский стрелковый корпус
    - 14-я гвардейская стрелковая дивизия
    - 66-я гвардейская стрелковая дивизия
    - 89-я гвардейская стрелковая дивизия

  - 75-й стрелковый корпус (генерал-майор А. З. Акименко)
    - 138-я стрелковая дивизия
    - 213-я стрелковая дивизия
    - 233-я стрелковая дивизия (2-го формирования)

  - 54 043 человека, 1094 орудия и миномёта, 14 танков.
- 5-я гвардейская танковая армия (генерал-полковник танковых войск П. А. Ротмистров)
  - 18-й танковый корпус (генерал-майор К. Г. Труфанов)
  - 20-й танковый корпус (генерал-лейтенант И. Г. Лазарев)
  - 29-й танковый корпус (генерал-майор И. Ф. Кириченко)
  - 22 301 человек, 311 орудий и миномётов, 207 танков, 10 САУ. Существуют иные данные по количеству бронетехники в армии — 205 танков и САУ[11]; 242 танка и САУ[12]; 156 боеспособных танков и САУ и 80 танков и 11 САУ в ремонте на 21.01.44[14].
- 5-я воздушная армия (генерал-лейтенант авиации С. К. Горюнов)
  - 7618 человек, 241 истребитель, 93 штурмовика, 126 дневных и 74 ночных бомбардировщиков, 17 разведчиков.
  - 1-й штурмовой авиационный корпус
  - 1-й бомбардировочный авиационный корпус
  - 4-й истребительный авиационный корпус
  - 7-й истребительный авиационный корпус
  - 312-я ночная бомбардировочная авиационная дивизия
  - 511-й отдельный разведывательный авиационный полк
- Фронтовые резервы
  - 5-й гвардейский Донской казачий кавалерийский корпус (генерал-майор А. Г. Селиванов)
  - 20 258 человек, 354 орудия и миномёта, 6 танков, 8 САУ.

### Вермахт
Группа армий «Юг» (генерал-фельдмаршал Э. фон Манштейн)
1-я танковая армия (правое крыло, генерал танковых войск Г.-В. Хубе)
- 42 армейский корпус (генерал-лейтенант Т. Лиеб)
  - Корпусная группа «Б»
  - 88-я пехотная дивизия
  - 30 000 человек, 147 орудий и миномётов, 5 самоходных ПТ орудий.
- VII армейский корпус (генерал артиллерии Э. Хелль)
  - 34-я пехотная дивизия
  - 75-я пехотная дивизия
  - 198-я пехотная дивизия
  - 25 000 человек, 225 орудий и миномётов, 23 штурмовых орудия, 5 самоходных ПТ орудий.

8-я армия (левое крыло, генерал пехоты О. Вёлер)
- XI армейский корпус (генерал артиллерии В. Штеммерман)
  - 5-я танковая дивизия СС «Викинг»
  - 5-я добровольческая штурмовая бригада СС «Валлония»
  - 57-я пехотная дивизия
  - 72-я пехотная дивизия
  - 389-я пехотная дивизия
  - 35 000 человек, 319 орудий и миномётов, 12 самоходных орудий, 55 танков и штурмовых орудий, 7 самоходных ПТ орудий.
- 47 танковый корпус (генерал-лейтенант Н. фон Форманн)
  - 3-я танковая дивизия
  - 11-я танковая дивизия
  - 14-я танковая дивизия
  - 106-я пехотная дивизия
  - 320-я пехотная дивизия
  - 50 000 человек, 300 орудий и миномётов, 17 самоходных орудий, 158 танков и штурмовых орудий, 10 самоходных ПТ орудий.
- Для деблокады командованием группы А дополнительно переброшены в 1-ю танковую и 8-ю армии (и участвовали в попытках деблокады с 1 по 16 февраля) 5 танковых дивизий: 1-я, 13-я, 16-я, 17-я танковые, 1-я танковая дивизия СС «Лейбштандарт СС Адольф Гитлер», 2 тяжёлых танковых батальона (503-й, 506-й), 8-й танковый батальон 20-й моторизованной дивизии (в состав 11-й танковой дивизии). В их составе на 1 февраля состояло около 60 тысяч человек, около 550 танков и САУ (из них до 50 «Тигров» и 150 «Пантер»). Также в феврале были дополнительно переброшены в 1-ю танковую армию и 8-ю армию 10-я моторизованная и 376-я пехотная дивизии.

## Ход операции

### Действия на участке 2-го Украинского фронта 24-28 января
24 января
На участке немецких 3-й танковой и 389-й пехотной дивизий в наступление перешли передовые батальоны 4-й гвардейской и 53-й армий 2-го Украинского фронта. В ходе боёв они потеснили противника на 2-6 км.
25 января
В 7 часов 46 минут утра в наступление перешли главные силы 2-го Украинского фронта. 389-я пехотная дивизия подверглась удару шести стрелковых дивизий (31-я, 375-я, 69-я гв. сд из 4-й гв. армии и 25-я гв., 66-я гв. сд, 1-я гв. вдд из 53-й армии) и её южный фланг вскоре развалился. В 14 часов в бой были введены 20-й и 29-й танковые корпуса 5-й гв. танковой армии, которые к концу дня продвинулись на 18-20 км, выйдя к Капитановке и Тишковке. На помощь 389-й дивизии было решено отправить сначала 676-й полк из 57-й пехотной дивизии, а потом и всю дивизию целиком. Действия против 3-й танковой и 106-й пехотной немецких дивизий были менее успешны. Четыре советские дивизии (14-я гв., 138-я, 213-я и 233-я из 53-й армии) при минимальной танковой поддержке смогли продвинуться в полосе 3-й танковой дивизии только на 5 км.
26 января
Утром 20-й танковый корпус продолжил наступление, выбил немецкие войска из Капитановки и продолжил движение в сторону Лебедина, которого он достиг поздним вечером; там его встретила только группа из тыловых частей 389-й дивизии. 29-й танковый корпус занял Россоховатку, отбросив к западу боевую группу Лангкейта (36-й танковый полк, 1-й батальон 103-го моторизованного полка, 1-й дивизион 4-го артиллерийского полка из 14-й тд). Боевая группа фон Брезе (108-й моторизованный полк, 14-й разведывательный батальон, 2-й дивизион 4-го артиллерийского полка, зенитная артиллерия из 14-й тд) была окружена к западу от Оситняжки. В 13 часов начались первые серьёзные контратаки немецких войск — в наступление из Каменоватки перешли части 11-й танковой дивизии, которые к вечеру сумели занять южную часть Тишковки.
27 января
В 10 часов утра, после движения всю ночь, передовые части 8-й гв. и 155-й танковых бригад 20-го танкового корпуса освободили Шполу. 29-й танковый корпус действовал юго-восточнее Шполы и освободил Водяное, Липянку и Межигорку. Тем временем ранним утром в 5:30 возобновила свои действия 11-я танковая дивизия и в 9:10 установила связь с окружённой группой фон Брезе к северо-востоку от Капитановки. Тем самым были перерезаны пути снабжения передовых советских соединений. Задача восстановления контакта с ушедшими вперёд танковыми корпусами была возложена на 18-й танковый корпус из 5-й гв. ТА и 5-й гв. кавалерийский корпус, которые до сих пор находились в армейском и фронтовом резерве соответственно. 4-я гв. армия продолжала теснить немецкие 389-ю и 72-ю дивизии, к которым на помощь начали подходить части 57-й дивизии, а также танковая группа из моторизованной дивизии СС «Викинг». 53-я армия оказывала давление на 3-ю танковую дивизию, которая всё же сумела отправить танковую группу на помощь 14-й танковой дивизии, которая пыталась отбить Россоховатку, что ей, впрочем, не удалось.
28 января
Утром 20-й танковый корпус возобновил движение на Звенигородку и в середине дня соединился в ней с 233-й танковой бригадой из 6-й танковой армии 1-го Украинского фронта. В это же время немецкие войска продолжали пытаться взять под контроль район Капитановки. В 11-ю танковую дивизию прибыло сильное подкрепление — 1-й батальон 26-го танкового полка, имевшего 75 «Пантер», в том числе 61 боеспособную. Однако использовать его ударную силу не удалось. В результате неудачных действий батальона в отрыве от частей 11-й танковой дивизии он потерял 44 танка, в том числе 10 безвозвратно.

### Действия 1-го Украинского фронта 26-28 января
26 января
Утром, после 40-минутной артиллерийской подготовки, на двух участках перешли в наступление войска 27-й, 40-й и 6-й танковой армий. Первый из них, где наносился главный удар, был в районе Тыновки, здесь наступали соединения 40-й армии при поддержке 5-го механизированного и 5-го гв. танкового корпусов. Наступление развивалось медленно, танковые части понесли серьёзные потери (немецкий VII корпус заявил об уничтожении 82 танков). К концу дня продвижение в полосе 34-й пехотной дивизии под Тыновкой было незначительным, в полосе её северного соседа, 198-й дивизии, были достигнуты более серьёзные результаты — преодолена первая линия обороны, глубина продвижения составила 8-10 км. Однако самый значительный успех был достигнут в полосе наступления 27-й армии (180-я и 337-я сд), где она сумела прорвать оборону 88-й пехотной дивизии на глубину в 18 км при минимальной поддержке бронетехники.
27 января
Наступление возобновилось ранним утром, но, как и в предыдущий день, в полосе главной группировки оно развивалось медленно. 6-я танковая армия, к примеру, продвинулась только на 10-15 км, понеся при этом значительные потери в людях и технике. Ватутин, ввиду неожиданного успеха второстепенной группировки, принимает решение о смещении основных усилий севернее. Для этого в подчинение 6-й танковой армии был передан 47-й стрелковый корпус из 40-й армии. В то же время из состава 6-й танковой армии изымался 5-й механизированный корпус, который должен был отправиться на 100 км юго-восточнее на правый фланг 40-й армии для отражения предполагаемого немецкого наступления из района Винницы. По приказу военного совета фронта была сформирована подвижная группа на основе 233-й танковой бригады с приданием ей 1228-го самоходного артиллерийского полка, мотострелкового батальона и противотанковой батареи — всего 39 танков, 16 САУ, 4 противотанковые пушки и 200 автоматчиков. В её задачу входило пробиться в Звенигородку через Лысянку и соединиться с войсками 2-го Украинского фронта. Возле Тихоновки группа освободила 136-ю стрелковую дивизию и 6-ю гв. мотострелковую бригаду из окружения, в котором они находились с 10 января. К полуночи группа заняла важный в оперативном значении пункт Лысянку.
28 января

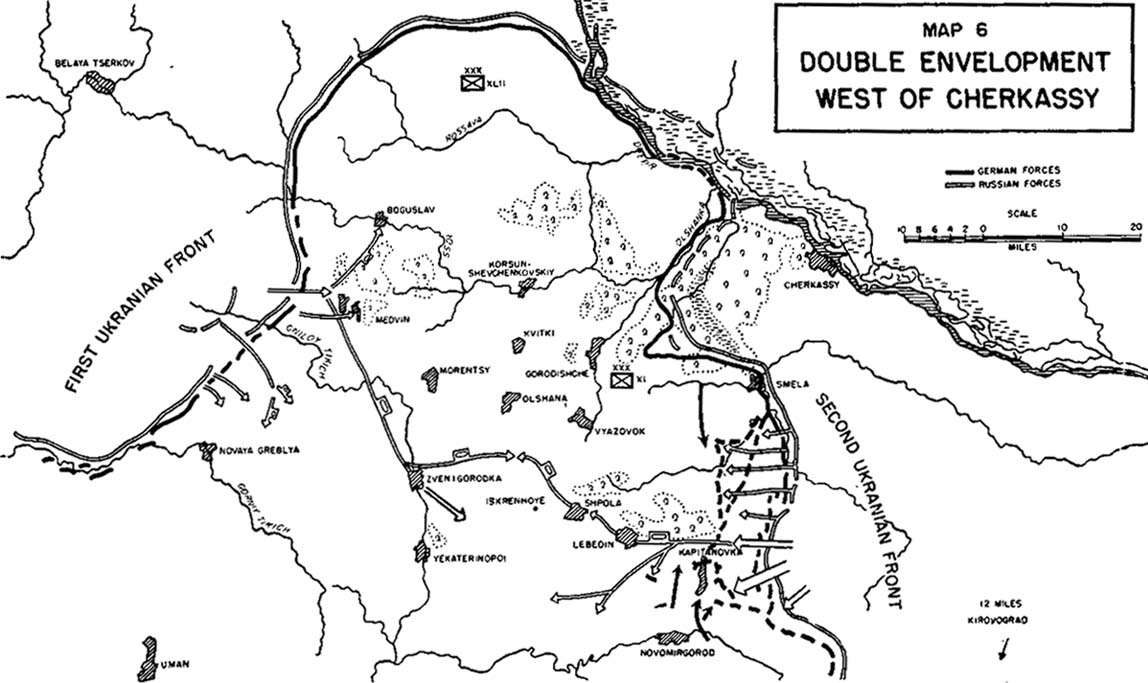
Наступление советских войск под Корсунь-Шевченковским. Окружение немецкой группировки.

В 8 часов утра подвижная группа возобновила своё наступление к Звенигородке и к 13 часам дня сумела пробиться к ней с северо-запада и завязать уличные бои. В это же время с юго-востока подошли части 155-й танковой бригады 5-й гв. танковой армии 2-го Украинского фронта. Танкисты обоих фронтов заняли круговую оборону с твёрдой решимостью удержать город до подхода основных сил. 5-й гв. танковый корпус был развёрнут для наступления вслед подвижной группе для развития успеха.

### Образование внешнего и внутреннего фронтов окружения
Для замыкания внутреннего фронта окружения были привлечены силы 27-й армии 1-го Украинского фронта и 4-й гв. армии и 5-го гв. кавалерийского корпуса 2-го Украинского фронта. 31 января в районе Ольшаны встретились части 180-й сд из 27-й армии и 5-го гв. кавкорпуса. 3 февраля сюда подошли основные силы 4-й гв. армии и образовался сплошной внутренний фронт окружения. Всего в составе этих войск (в том числе 52-я армия) было 13 стрелковых и 3 кавалерийские дивизии, 2 укреплённых района, а также средства усиления. Из тяжёлого вооружения имелось ок. 2 000 орудий и миномётов и 138 танков и САУ.
Для образования внешнего фронта окружения были использованы 6-я и 5-я гв. танковые армии. Для повышения устойчивости обороны им были приданы стрелковые соединения. 6-я танковая армия получила 47-й стрелковый корпус, а 5-я гв. танковая армия — 49-й стрелковый корпус (6-я гв. вдд, 94-я гв. и 84-я сд). Помимо этого 5-я гв. танковая армия была усилена 34-й истребительно-противотанковой бригадой (54 орудия) и 5-й инженерно-сапёрной бригадой РГК. Позднее 3 февраля была переброшена 375-я сд, а также ряд артиллерийских частей — 11-я истребительно-противотанковая, 49-я лёгкая артиллерийская и 27-я отдельная тяжёлая пушечная артиллерийская бригады. К флангам танковых армий примыкали 40-я армия 1-го Украинского фронта и 53-я армия 2-го Украинского фронта.

### Боевой и численный состав окружённой немецкой группировки
Численность группировки составляла около 59 тыс. человек, 313 артиллерийских орудий (в том числе 23 самоходных без учёта миномётов и пехотных орудий), примерно 70 танков и штурмовых орудий.
Группировку составляли два армейских корпуса (XLII и XI) в составе шести дивизий (корпусная группа «Б», 88-я, 57-я, 72-я и 389-я пд, 5-я тд СС «Викинг») и одной бригады (5-я тгрбр СС «Валлония»). Называемые в советских источниках ещё ряд частей зачастую входили организационно в вышеперечисленные дивизии. Например, в 88-й пд из трёх родных полков (245-й, 246-й и 248-й) в наличии был только 248-й. 245-й был отправлен в 68-ю пд, а из 246-го сформировали батальон в 248-м полку, 2-й батальон которого, в свою очередь, был переименован в дивизионный фузилёрский батальон. Вторым полноценным полком дивизии стала 323-я дивизионная группа из двух батальонов (591-я и 593-я полковые группы). Также дивизии были приданы 417-й пехотный полк из 168-й пд (размером с батальон) и два батальона 318-го охранного полка 213-й охранной дивизии. 389-й пд были приданы два батальона из 167-й пд. Полк 198-й пд 28 января временно попал в окружение в районе Босовка-Дашуковка, но сумел прорваться на юг.

## Боевые действия после окружения группировки
Советские войска на внутреннем фронте окружения стремились ударами со всех направлений расчленить и уничтожить окружённую группировку противника. Немецкие войска старались отходить на выгодные для обороны рубежи. 88-й пехотной дивизии в ночь на 29 января было приказано отойти за реку Рось и занять позиции к востоку и северу от Богуслава. Утром 29 января советская пехота из 337-й стрелковой дивизии завязала бой за овладение Богуславом, но была отброшена после прибытия семи штурмовых орудий из 239-го дивизиона штурмовых орудий. Во второй половине 29 января корпусная группа «Б» (в которой к тому времени после всех изъятий осталось только 3 пехотных батальона) начала отводиться на рубеж реки Россавы. 2 февраля части 27-й армии форсировали Россаву на участке Синявка-Пилявы и образовали плацдарм 10 км по фронту и несколько километров в глубину. Вечером командир 42-го корпуса Лиеб принял решение начать отвод войск от Днепра. Днём 3 февраля четыре советских пулемётных батальона при танковой поддержке прорвали немецкую позицию между Мироновкой и Богуславом, вынудив немецкие части из 332-й дивизионной группы и 88-й дивизии отойти несколько восточнее. Под угрозой окружения с севера Богуслав был оставлен немецкими войсками этим же вечером. После этих боёв северный и западный участки фронта 42-го корпуса несколько дней оставались спокойными.
28 января 180-я стрелковая дивизия, усиленная танковой бригадой, атаковала немецкий гарнизон в Стеблеве, состоявший в основном из запасного полевого батальона дивизии СС «Викинг». В ходе боёв ряд немецких позиций был окружён, а утром 29 января советские танки прорвались в сам Стеблев, но были уничтожены. Вечером этого же дня к городу подошло подкрепление в виде двух батальонов 255-й дивизионной группы из корпусной группы «Б» и части 239-го дивизиона штурмовых орудий. 28 января немецкое командование так же решило усилить другой важный для него пункт — Ольшану. В самой Ольшане находились только части снабжения дивизии СС «Викинг». В первую очередь для усиления была направлена рота из эстонского батальона «Нарва». За ней последовала группа из четырёх восстановленных штурмовых орудий. Последняя прибыла в село в 18 часов вечера и уже через час контратаковала советские части из 136-й стрелковой дивизии, которые прорвались в село с севера, и выбила их, заявив об уничтожении пяти самоходных установок (возможно, СУ-76) ценой потери одного штурмового орудия. 29 января бои за Ольшану разгорелись с новой силой и новыми тяжёлыми потерями для обеих сторон. 30 января подошла и вступила в бой 63-я кавалерийская дивизия из 5-го гв. кавалерийского корпуса, но и немцы, наконец, получили подкрепление в лице роты из батальона «Нарва». Остальной батальон прибыл 31 января вместе с сапёрной ротой и танками из «Викинга». Вечером 31 января Ольшана была полностью окружена советскими войсками, но решительный штурм был отложен до подхода более крупных сил пехоты 4-й гв. армии. 2 февраля, с прибытием 5-й гв. воздушно-десантной и 62-й гв. стрелковой дивизий, атаки были возобновлены. К 3 февраля, несмотря на серьёзное превосходство советских войск в численности, город был занят лишь на четверть. Тем временем немецкие войска создали новую оборонительную линию в 10 км севернее села силами «Викинга», 57-й и 389-й дивизий. Оборона Ольшаны была уже не нужна и в ночь на 6 февраля немецкие войска оставили её и прорвались на северо-восток, где у Петропавловки соединились с пехотным полком 389-й дивизии. В ходе прорыва понёс серьёзные потери эстонский батальон, следовавший в арьергарде и попавший в засаду.
30 января части 180-й стрелковой дивизии заняли Квитки, находившиеся всего в 10 километрах к югу от Корсуни и в 12 километрах к западу от Городища. Лиеб приказал снова занять Квитки, для чего была выделена 110-я полковая группа (размером с батальон). 31 января группа начала своё наступление на юг, в сторону Квитков и заняла Петрушки в 5 километрах севернее. Поздним вечером 1 февраля группа начала атаку на Квитки и застала советские части врасплох, быстро захватив северную часть села. Утром 2 февраля группа Шенка продолжила своё наступление, но сил на завершение задания уже не было, несмотря на прибытие на помощь трёх штурмовых орудий. В следующие несколько дней обе стороны получили подкрепление. Из-под Богуслава прибыла 337-я стрелковая дивизия, а группа Шенка была усилена остальными частями из 112-й дивизионной группы, а также из дивизии «Викинг». В ходе дальнейших боёв немецкие войска были вынуждены оставить центр села и отойти на его северную часть, а к 9 февраля они отступили в Петрушки, откуда начинали восемью днями ранее.
XI корпус в составе 57-й, 72-й и 389-й дивизий, удерживавший выступ котла в районе Городища, со 2 по 5 февраля подвергся сильным атакам дивизий 4-й гв. армии, которые, однако, практически не имели успеха. 6 февраля советские войска силами 5-го гв. кавалерийского корпуса и частей четырёх стрелковых дивизий из 4-й гв. армии попытались ударом на Валяву (село между Городищем и Корсунью) отрезать городищенскую группировку немецких войск и тем самым рассечь котёл. Упорное сопротивление немецких войск не позволило это сделать, но после взятия Валявы 7 февраля и удержания её советскими войсками несмотря на контратаки противника, немцы были вынуждены отойти из городищенского выступа. Само Городище было освобождено 9 февраля. В этот же день Штеммерман приказал временно расформировать 389-ю дивизию, чья боевая численность упала до 200 человек пехоты и трёх артиллерийских батарей, а её остатки включить в 57-ю дивизию. К 8 февраля территория, занимаемая немецкими войсками, полностью простреливалась советской артиллерией. С целью избежать кровопролития советское командование 8 февраля предъявило командованию окружённой группировки ультиматум с требованием о капитуляции. Ответ ожидался 9 февраля до 12 часов, но немецкое командование его отклонило, так как готовилось к прорыву через Шендеровку.
В эти же дни изменилась структура командования окружённой немецкой группировки. 6 февраля Штеммерман послал секретное радиосообщение Велеру с просьбой назначить кого-нибудь в качестве командующего окружёнными войсками, чего требовала ситуация. Утром 7 февраля штаб 8-й армии издал приказ о назначении Штеммермана командующим всеми окружёнными войсками, включая 42 корпус. Окружённые войска получили название группа Штеммермана. К 9 февраля они понесли серьёзные потери — Штеммерман сообщил в штаб 8-й армии, что средняя численность стрелков пехотных полков упала до 150 человек, около 10 % их штатной численности. Только 8 февраля потери составили 350 человек и 1100 раненых ожидали эвакуации по воздуху.

### Первая попытка немецких войск освободить окружённых
К 3 февраля группировка советских войск на внешнем фронте окружения имела следующий вид. На участке от Тиновки до Звенигородки оборону занимали войска 1-го Украинского фронта: 104-й стрелковый корпус 40-й армии (58-я, 133-я, 136-я сд), 47-й стрелковый (167-я, 359-я сд), 5-й гвардейский танковый и 5-й механизированный корпуса 6-й танковой армии (последний был возвращён через несколько дней после убытия). От Звенигородки до Канижа оборонялись войска 2-го Украинского фронта: 49-й стрелковый (6-я гв. вдд, 84-я, 94-я гв., 375-я сд), 18-й, 20-й и 29-й танковые корпуса 5-й гв. танковой армии, 53-я армия в составе 1-й гв. вдд, 6-й, 14-й гв., 25-й гв., 66-й гв., 78-й, 80-й гв., 89-й гв., 138-й, 213-й и 214-й сд. Всего 22 стрелковые дивизии, 4 танковых и механизированный корпус, насчитывающие вместе со средствами усиления ок. 150 тысяч человек, 2 736 орудий и миномётов, 307 танков и САУ.
Командующий группой армий «Юг» фельдмаршал Манштейн, имея в своём распоряжении 20 танковых соединений (1-я, 3-я, 6-я, 7-я, 8-я, 9-я, 11-я, 13-я, 14-я, 16-я, 17-я, 19-я, 23-я, 24-я. 25-я, «Великая Германия», «Лейбштандарт Адольф Гитлер», «Рейх», «Мёртвая голова», «Викинг»), планировал не только избавить два немецких корпуса от окружения, но и окружить и уничтожить 5-ю гвардейскую и 6-ю танковые армии. В полосу 47 корпуса 8-й армии была переброшена 13-я танковая дивизия. 11-я танковая дивизия того же корпуса была усилена рядом частей — 8-й танковый батальон из 20-й моторизованной дивизии, 905-й и 911-й дивизионы штурмовых орудий. Для высвобождения 11-й и 14-й танковых дивизий их сменила 320-я пехотная дивизия, сектор обороны которой, в свою очередь, заняла 10-я моторизованная дивизия. Ожидался подход 24-й танковой и 376-й пехотной дивизий. В район действий VII корпуса первой 28 января начала перебрасываться 17-я танковая дивизия. Следом за ней 29 января последовали 16-я танковая дивизия и управление III танковым корпусом. Чуть позднее начали переброску 1-я танковая дивизия СС «ЛАГ» и тяжёлый танковый полк Беке. Из 4-й танковой армии начала переброску 1-я танковая дивизия, чей подход ожидался позднее. III танковый корпус должен был начать наступление 3 февраля силами 16-й и 17-й танковых дивизий и полка Беке, на следующий день к нему должна была присоединиться дивизия СС «Лейбштандарт». Операция получила кодовое название «Ванда».
1 февраля 11-я и 13-я танковые дивизии начали наступление на север и захватили плацдарм у село Искренное на реке Шполка. 2 февраля к плацдарму начали подходить также 3-я и 14-я танковые дивизии. 3 февраля атаки с плацдарма возобновились, но были весьма малоинтенсивными, так как командир 47-го корпуса решил подождать до 4 февраля, когда должна была подойти 24-я танковая дивизия и начать наступление одновременно с III танковым корпусом. Впрочем, в последний момент 24-я танковая дивизия по приказу Гитлера была отправлена на юг, в 6-ю армию. 4 февраля наступление с плацдарма возобновилось и 11-я танковая дивизия заняла Водяное, а 3-я танковая дивизия вышла к Лысянке. 5 февраля большая часть Лысянки, кроме её заречья, была захвачена силами 3-й и 14-й танковых дивизий. Дальнейшее продвижение немецких войск было остановлено упорным сопротивлением войск 2-го Украинского фронта. 8 февраля было принято решение о возобновлении наступательных действий на левом фланге 47 корпуса через несколько дней для чего требовались новые перегруппировки. Для наступления из Вербовца на Звенигородку должны были быть задействованы 11-я, 13-я и 14-я танковые дивизии.
III танковый корпус из-за задержек в сосредоточении сил был вынужден на один день отложить своё наступление. 4 февраля перешла в наступление немецкая группировка из 16-й и 17-й танковых дивизий и тяжёлого танкового полка Беке. 16-я танковая дивизия дополнительно была усилена 506-м тяжёлым танковым батальоном «Тигров», а 17-я — 249-м дивизионом штурмовых орудий. Всего в группировке насчитывалось боеспособными 126 танков и штурмовых орудий (41 Pz.IV, 48 «Пантер», 16 «Тигров» и 21 StuG III). 6 февраля в этот район начали прибывать передовые части 1-й танковой дивизии, а вся она полностью сосредоточилась 10 февраля.
Созданный немецким командованием мощный танковый кулак сделал своё дело и, несмотря на сопротивление 104-го стрелкового корпуса (58-я и 133-я сд), ударная группировка 1-й танковой армии смогла вклиниться в его оборону, заняв 4 февраля Вотылевку, Тыновку и южную часть Косяковки на Гнилом Тикиче. Утром 5 февраля 16-я танковая дивизия полностью заняла Косяковку, но мосты через Гнилой Тикич были взорваны. Вотылевка была оставлена частями полка Беке из-за недостатка боеприпасов. Советские войска в тот же день начали свои первые контратаки против 16-й танковой дивизии, в результате которых была отрезана её передовая группа в Косяковке. К вечеру 17-я танковая дивизия вновь заняла Вотылевку, советские войска сумели удержаться только в восточной части села. 198-я пехотная дивизия при поддержке реактивных миномётов ворвалась в Виноград и заняла его южную часть, её дальнейшее продвижение было остановлено советской танковой контратакой. Ватутин для локализации и ликвидации прорвавшегося противника приказал ввести в сражение 2-ю танковую армию, недавно прибывшую из резерва Ставки. Численный состав армии на 25 января был следующий: 3-й танковый корпус — 208 Т-34-76, 5 «Валентайн IX», 12 СУ-152, 21 СУ-76М; 16-й танковый корпус — 14 Т-34-76; 11-я отдельная гв. тбр — 56 Т-34-76; 887-й отдельный мотоциклетный батальон — 10 «Валентайн IX».
Утром 6 февраля 2-я танковая армия атаковала противника в направлении Червонои Зирки, Тынивки и Вотылевки, но успеха не имела. Немецкая сторона в тот же день восстановила связь с группой в Косяковке и ввела в бой боевую группу Хупперта из 1-й танковой дивизии, которая совместно со 198-й пехотной дивизией заняла Виноград, кроме его восточной части. 7 февраля части 2-й танковой армии продолжили свои действия против противника и после интенсивных боёв выбили его из Косяковки. 16-я танковая дивизия в этот день полностью заняла Татьяновку. 17-я танковая дивизия очищала Вотылевку от пробившихся в село советских войск. 198-я пехотная дивизия вместе с группой Хуперта пытались наступать к востоку от Винограда, но безуспешно. 8 февраля в район Лысянки для занятия прочной круговой обороны была выдвинута 8-я гв. танковая бригада из 20-го танкового корпуса 5-й гв. танковой армии вместе с 1895-м самоходно-артиллерийским полком и одним полком 31-й иптабр и к 4 часам утра 9 февраля они были на позициях. Помимо этого, 20-й танковый корпус получил задачу прикрыть дороги, ведущие на север и на юг от н/п Казацкое и Тарасовка (15-18 км северо-восточнее Звенигородки), 18-й танковый корпус — дороги в районе Топильно (12 км северо-западнее Шполы), 29-й танковый корпус — в районе Сердеговка (15 км северо-восточнее Шполы). 9 февраля боевая группа Хупперта заняла Толстые Роги, а 17-я танковая дивизия — Репки. Дальнейшее продвижение последней было остановлено недостатком топлива. Так же из-за отсутствия топлива прекратила наступление 16-я танковая дивизия. Из-за медленного продвижения в штабе 1-й немецкой танковой армии было принято решение изменить направление наступления, перебросить ударную группировку в район Ризино и оттуда наступать на Лысянку.

### Вторая попытка немецких войск освободить окружённых
В 11 часов утра 11 февраля немецкие войска снова перешли в наступление на внешнем фронте окружения. В районе Ерки 47-й танковый корпус силами 11-й, 13-й и 14-й танковых дивизий (чуть более 30 боеспособных танков) и боевой группы Хаака (создана из отпускников окружённых соединений), потеснив боевое охранение 375-й стрелковой дивизии, занял Романовку, Ерки и мост через Шполку в направлении Малого Екатеринополя. Утром 12 февраля части 20-го танкового корпуса атаковали немецкий плацдарм у Ерков, но группа Хаака отразила их. К вечеру 11-я и 13-я танковые дивизии заняли Скалеватку и Юрковку, а чуть позже последняя при поддержке группы Хаака и пикировщиков из 2-й эскадры «Иммельман» захватила командные высоты в пяти километрах южнее Звенигородки, в том числе высоту 204,8. Дальнейшее продвижение немецких войск было остановлено упорным сопротивлением и контратаками 49-го стрелкового корпуса и частей 20-го танкового корпуса.
В полосе 1-го Украинского фронта III немецкий танковый корпус за счёт более сильной группировки (1-я, 16-я, 17-я, 1-я СС танковые дивизии со средствами усиления насчитывали не менее 155 боеспособных танков и штурмовых орудий) смог достигнуть и более значительных успехов. 16-я танковая дивизия, усиленная полком Беке, перейдя в 7 часов утра 11 февраля в наступление через несколько часов, преодолев 8-10 км, вышла к Бужанке и Франковке. В последней удалось захватить неповреждённым мост через Гнилой Тикич. 1-я танковая дивизия, которая была южнее, перешла в наступление в 6:30 и через 6 часов, пройдя 15 км, также вышла к Бужанке и захватила плацдарм на другом берегу Гнилого Тикича силами пехоты. Далее боевая группа Франка из 1-й танковой дивизии вечером внезапной атакой захватила южную часть Лысянки, но главная цель атаки, мост, была уничтожена советскими войсками. Ватутин предпринял ответные действия в виде удара по позициям 34-й пехотной и 1-й танковой СС дивизий, но это не привело к какому-либо успеху.

### Продолжение борьбы вокруг «котла»
Тем временем в котле предпринимались действия для встречного движения. В районе южнее Стеблева собирались силы для удара на Шендеровку и Новую Буду. Первым прибыл полк «Германия» из дивизии СС «Викинг» и уже вечером ему удалось захватить Шендеровку. Основные силы атакующих составили части 72-й пехотной дивизии, которые провели ночную атаку и заняли Новую Буду, северную часть Хилек и Комаровку. До передовых частей III танкового корпуса оставалось менее 20 км.
Успешные действия немецких войск вызвали кризис в советском военном руководстве. По версии Г. К. Жукова Конев, узнав о неудачах Ватутина на участке 27-й армии, позвонил Сталину, сообщил ему об этом и предложил передать ему руководство по ликвидации всей окружённой группировки. 1-му Украинскому фронту в этом случае оставалась оборона внешнего фронта окружения. Несмотря на возражения Ватутина и Жукова, это решение было принято. По версии же И. С. Конева Сталин позвонил ему сам, так как Ставка имела сведения о прорыве в полосе 27-й армии, и поинтересовался обстановкой и принятыми решениями. Чуть позже Сталин позвонил вновь и предложил вышесказанное. Дополнительно в адрес Жукова и Ватутина была отправлена телеграмма из Ставки с указанием причин создавшейся ситуации:
«Во-первых, не было общего плана уничтожения корсуньской группировки противника совместными усилиями 1-го и 2-го Украинского фронтов.
Во-вторых, слабая по своему составу 27-я армия не была своевременно усилена.
В-третьих, не было принято решительных мер по выполнению указаний Ставки по уничтожению в первую очередь стеблевского выступа противника, откуда вероятнее всего можно было ожидать попыток его прорыва».
Далее последовала директива Ставки, в которой говорилось о передаче 27-й армии в полном составе под командование 2-го Украинского фронта. Жукову было поручено координировать взаимодействие фронтов на внешнем фронте окружения.
После этих событий командующие обоих фронтов приняли меры по недопущению дальнейшего прорыва противника и скорейшему уничтожению окружённой группировки. 27-я армия была усилена 202-й стрелковой дивизией, в районе Майдановки (10 км юго-восточнее Лысянки) была сосредоточена 27-я отдельная тбр из 5-й гв. танковой армии с задачей не допустить прорыва от Лысянки к окружённой группировки с одновременным переподчинением её 4-й гв. армии. Чуть ранее этой же армии была передана 80-я танковая бригада из 20-го танкового корпуса для усиления стрелковых соединений, участвующих в уничтожении окружённых. Вместо неё 20-й танковый корпус получил 110-ю танковую бригаду (н/п Октябрь, 4 км северо-восточнее Лысянки) из 18-го танкового корпуса.
13 февраля 29-й танковый корпус по приказу командующего 5-й гв. танковой армии перешёл в наступление с целью уничтожения противника в районе Стеблева. Корпус совместно с частями 5-го гв. кавалерийского корпуса 14 февраля освободил от противника Новую Буду и потеснил его в районе Комаровки на 1,5-2 км. В тот же день Конев отдал приказ о передислокации основных сил 5-й гв. танковой армии из района Звенигородки в район Стеблева и Лысянки. К 16 часам 14 февраля передислокация была в основном завершена. Так как перегруппировка в условиях распутицы была осложнена значительными трудностями, по приказу Ротмистрова 20-й и 18-й танковые корпуса оставили на месте все неисправные танки и вышли в новые районы, имея по 5-14 танков на бригаду. 49-й стрелковый корпус был передан из 5-й гв. танковой армии в состав 53-й армии и дополнительно усилен 110-й гв. и 233-й стрелковыми дивизиями.

### «Агония» усилий корпуса Брейта и прорыв группы Штеммермана
16-я танковая дивизия 12 февраля практически бездействовала из-за нехватки топлива и боеприпасов, не считая двух локальных атак, которые были отбиты советскими войсками. 17-я танковая дивизия имела только небольшое продвижение. 398-я пехотная дивизия и 1-я танковая дивизия СС подверглись атакам советских войск и были вынуждены оставить большую часть Винограда и Репки соответственно. Боевая группа Франка 1-й танковой дивизии, находящаяся в Лысянке, тоже не продвигалась, так как её пути снабжения находились под огнём советской артиллерии.
13 февраля главным ударным тараном III танкового корпуса был тяжёлый танковый полк Беке, который ночью получил по воздуху горючее и боеприпасы. В ходе утреннего боя с частями 2-й танковой армии полк Беке и 16-я танковая дивизия захватили Дашуковку и Чесновку. Немецкая сторона заявила об уничтожении 70 танков и 40 противотанковых пушек ценой потери пяти «Тигров» и четырёх «Пантер». Позднее были последовательно взяты высота 239,8 в 5 километрах севернее Лысянки и Хижинцы. Было пройдено ещё 12 км, до группы Штеммермана оставалось лишь 10 км. 1-я танковая дивизия в этот день переправилась через Гнилой Тикич и полностью захватила Лысянку. 198-я пехотная дивизия снова вернула контроль над Виноградом.
14 февраля группа Беке не имела продвижения ввиду труднопроходимой местности к востоку от Хижинцев и упорного сопротивления советских войск. 1-я танковая дивизия сумела занять мост через ручей, который отделял хутор Октябрь в паре километров севернее Лысянки. 16 февраля была сделана последняя попытка разгромить советские войска к северо-востоку от Лысянки, но удалось лишь занять хутор Октябрь. Имеющиеся силы III танкового корпуса были полностью исчерпаны. От группы Штеммермана его отделяли 7 км.

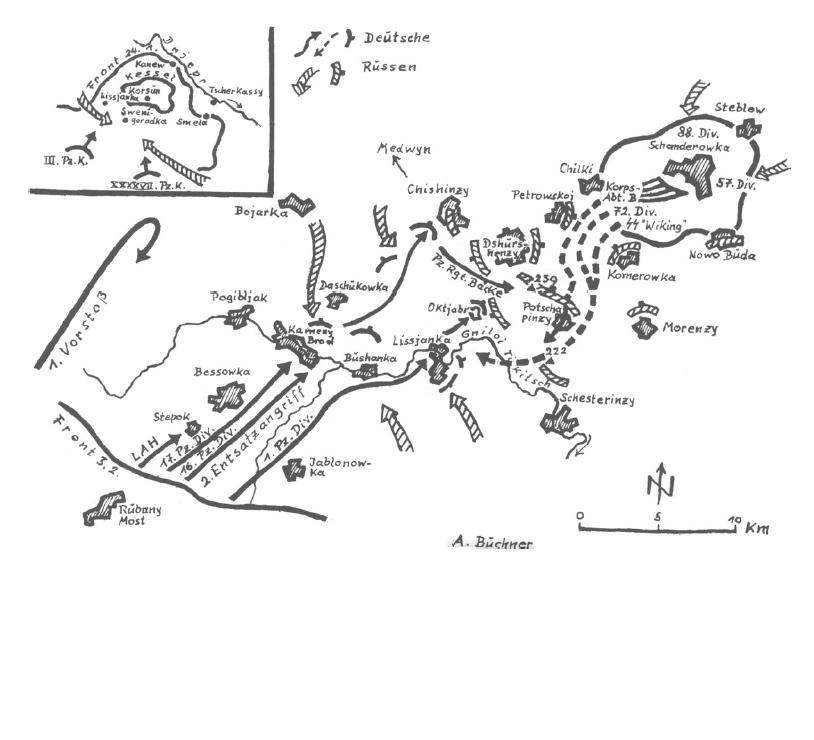
Прорыв немецких войск из окружения

К 12 февраля длина периметра окружённой группировки составляла всего 35 км. 14 февраля 294-я сд и часть сил 206-й сд 73-го стрелкового корпуса 52-й армии освободили Корсунь-Шевченковский.
Утром 15 февраля на встрече Штеммермана и Лиеба было принято решение о прорыве поздно вечером 16 февраля. Планом прорыва было предусмотрено, что в авангарде пойдёт корпус Лиеба в составе корпусной группы «Б», 72-й пехотной дивизии и дивизии СС «Викинг». Прикрывать его будет корпус Штеммермана в составе 57-й и 88-й пехотных дивизий. Из района Комаровка-Хильки корпус Лиеба должен прорываться по кратчайшему пути на Октябрь, где его ожидал III танковый корпус. В течение 15 февраля окружённые немецкие войска вели ожесточённые бои за обладание важными для прорыва населёнными пунктами — Хильки, Комаровка и Новая Буда. Ночной атакой 105-го полка из 72-й дивизии были полностью захвачены и, невзирая на советские контратаки на следующий день, удержаны Хильки. Южнее велась борьба за Комаровку и Новую Буду, причём в них самих.
В ночь на 17 февраля начался прорыв из котла. На фронте в 4,5 км в первом эшелоне шли три колонны: 5-я танковая дивизия СС «Викинг» (11 500 человек, включая бригаду «Валлония») слева, 72-я пехотная дивизия (4000 человек) в центре и корпусная группа «Б» (7430 человек) справа. В арьергарде шли 57-я (3534 человека) и 88-я (5150 человек) пехотные дивизии. Штаб XI корпуса оценивал число оставшихся в котле людей, которые могли идти в бой, в 45 тыс. человек. Кроме того, было ещё 2100 раненых, из которых почти полторы тысячи неспособных передвигаться самостоятельно было решено оставить в Шендеровке под присмотром медиков-добровольцев. Главный удар пришёлся по 5-й гв. воздушно-десантной, 180-й и 202-й стрелковым дивизиям на внутреннем кольце окружения и по 41-й гв. стрелковой дивизии на внешнем. В основном немецкие войска прорывались между деревнями Журжинцы и Почапинцы непосредственно к Октябрю, но многие из-за обстрела с высоты 239 шли южнее неё и даже южнее Почапинцев и выходили к Гнилому Тикичу, где не было переправ. Это привело к основным потерям как от переохлаждения при попытке переправиться на подручных средствах, так и от обстрелов советских войск. 

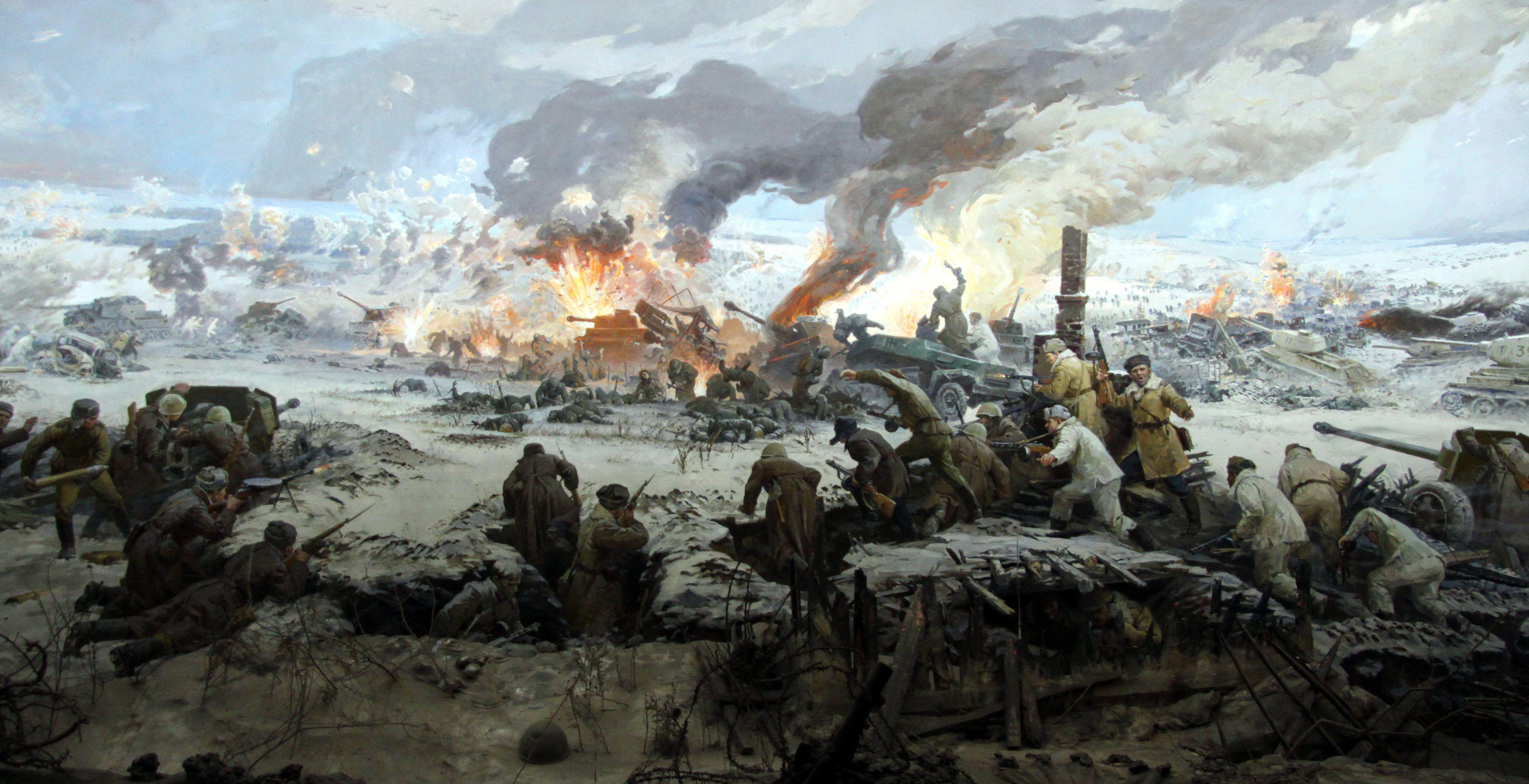
Диорама, музей истории Корсунь-Шевченковской битвы, Корсунь-Шевченковский

При прорыве штабы Штеммермана и Лиеба, а также обозы с ранеными шли в центре боевых порядков. Прорыву благоприятствовали ночь и сильный снегопад. В то время как советские стрелковые дивизии отражали натиск противника с фронта, с флангов прорывающихся немцев атаковали 18-й и 29-й танковые и 5-й гвардейский кавалерийский корпус. 
И. С. Конев впоследствии писал:
Тут, забегая вперед, хотел бы сказать, что казаки отличились вовсю при попытке врага выйти из окружения.
Пожалуй, что это был один из редких случаев за всю войну, когда конница действовала открыто в конном строю и смело рубила неприятеля.

Почти 20 тысяч немцев дошли до Гнилого Тикича. Они бросались в ледяную воду, пытаясь переплыть речку, многие при этом утонули. Вскоре с севера к Гнилому Тикичу подошли советские танки и начали обстрел. Начальник разведки 4-й гвардейской армии генерал Тимофей Воронцов писал: «Четырехкилометровый путь окруженной группировки уже был устлан тысячами убитых и раненых немецких солдат. Приближался рассвет. Метель утихала. Вокруг шла стрельба. Боевые порядки обеих сторон переплелись настолько, что трудно было разобраться, где свои, а где вражеские войска. Противник пользовался этим и рвался дальше на юг, в район Лысянки». В Лысянке прорывающихся ждали передовые части корпуса Брейта. Из окружения удалось вырваться примерно половине численности окруженных (30 000-32 000 человекам), при этом вся техника и тяжелое оружие были брошены. В ходе прорыва погиб командующий немецкой группировкой генерал Штеммерман.

## Снабжение окружённых войск по воздуху
Для сохранения необходимой боеготовности окружённые части должны были получать не менее 150 тонн грузов ежедневно. Полёты по доставке всего необходимого окружённым начались практически сразу после замыкания кольца. Утром 29 января первые 14 транспортных самолётов вылетели из Умани, имея на борту 30 тонн боеприпасов. Они приземлились на взлётно-посадочной площадке в Корсуне, которая в ближайшие недели сыграет важную роль. В обратный путь отправлялись в первую очередь раненые, которых к 29 января уже было свыше 2 тысяч. Для доставки грузов использовались самолёты Ju-52 из 3-й транспортной эскадры. Изначально истребительного прикрытия для транспортов не было и они были вынуждены летать на низкой высоте, чтобы избежать советских истребителей, хотя при этом несли потери от обстрелов с земли. Однако 1 февраля при возвращении из Корсуни Ju-52 летели высоко и были перехвачены советскими истребителями. В результате 13 самолётов было сбито, два совершили аварийную посадку и один разбился на аэродроме. После этого инцидента для прикрытия были задействованы самолёты из 52-й истребительной эскадры. В среднем 36 транспортов Ju-52 прикрывало 3 истребителя Bf-109, но и их обычно хватало, чтобы отогнать советские самолёты. С 29 января по 3 февраля доставлялось в среднем 120—140 тонн грузов и было эвакуировано 2800 раненых. В следующие дни погода ухудшилась и дневные полёты временно прекратились из-за невозможности посадки. 10 февраля был поставлен рекорд по доставке грузов — 250 тонн, и обратно вывезен 431 раненый. 12 февраля был последним днём, когда производилась посадка на аэродромы внутри котла. После этого все грузы сбрасывались на парашютах.
Всего, за всё время, было поставлено посадочным способом или сброшено 2026 тонн грузов, в том числе 1247 тонн боеприпасов, 45,5 тонн продовольствия, 38,3 тонн вооружения и медикаментов и 695 кубометров горючего. Было сделано 1536 авиавылетов, в том числе 832 Ju-52, 478 He-111, 58 FW-190 и 168 Bf-109. Потеряно по всем причинам, в первую очередь из-за советских истребителей, 50 самолётов, в том числе 32 Ju-52, ещё 150 было повреждено. По другим данным было потеряно 32 Ju-52, 13 He-111 и 47 истребителей. Было заявлено о 58 сбитых советских самолётах.

## Результаты операции
Хотя задача по уничтожению окружённой группировки и не была полностью решена, тем не менее группировка была разгромлена. Второго Сталинграда не произошло, но перестали существовать два немецких армейских корпуса. 20 февраля Манштейн принял решение отправить все остатки вышедших дивизий в различные учебные и формировочные пункты, на переформирование или на пополнение состава других частей.
За подвиги и мужество, проявленные в боях, 23 советским частям и соединениям присвоены почётные наименования «Корсуньские», 6 соединениям — «Звенигородские». 73 военнослужащих удостоились звания Герой Советского Союза, из них 9 посмертно. За разгром противника под Корсунь-Шевченковским генералу армии И. С. Коневу, первому из командующих фронтами в годы войны, 20 февраля было присвоено звание Маршала Советского Союза, а командующий 5-й гвардейской танковой армией П. А. Ротмистров 21 февраля стал первым, наряду с Федоренко, маршалом бронетанковых войск — это воинское звание было только введено Сталиным, и Жуков рекомендовал к этому званию Ротмистрова, а Сталин также предложил Федоренко.
Немецкая сторона тоже не оказалась обделённой в наградах. 48 человек получили Рыцарский Крест, 10 человек Рыцарский Крест с дубовыми листьями и 3 человека Рыцарский Крест с дубовыми листьями и мечами, в том числе генерал-лейтенант Лиеб 7 и 18 февраля получил последовательно первую и вторую награды.

## Потери сторон
Советские войска потеряли по всем причинам за время операции 80 188 человек, в том числе 24 286 убитыми, умершими и пропавшими без вести. Потери в бронетехнике оцениваются от 606 до 850 танков и САУ. За период с 20 января по 20 февраля 1-й Украинский фронт потерял 1711 орудий и 512 миномётов, а 2-й Украинский — 221 орудие и 154 миномёта, но не все эти потери (особенно 1-го Украинского) относятся к Корсунь-Шевченковской операции.
Потери окружённых немецких войск составили примерно 30 тысяч человек, в том числе около 19 тысяч убитыми и попавшими в плен. Боевые потери частей и соединений 1-й танковой армии за 1-20 февраля составили 4181 человек (804 убитых, 2985 раненых, 392 пропавших без вести). Боевые потери VII армейского корпуса за 26-31 января составили примерно 1000 человек. Потери 8-й армии на внешнем фронте окружения за 20 января — 20 февраля составили примерно 4500 человек.
Потери в бронетехнике составили, по мнению Франксона и Цеттерлинга, порядка 300 танков и штурмовых орудий, из них около 240 на внешнем фронте окружения, а около 50 — внутри котла. Впрочем, последнее число противоречит численности танков и штурмовых орудий внутри котла, приведённой выше. Соответственно, по мнению российского исследователя А. Томзова, потери были выше, а именно около 320 машин.
Результат работы группы Маттенклотта по учёту вышедших из окружения:
| Соединение, часть                            | Офицеры | Рядовые и унтер-офицеры | «Хиви» | Всего  |
| -------------------------------------------- | ------- | ----------------------- | ------ | ------ |
| Корпусные войска 42 AK                       | 41      | 565                     | 13     | 619    |
| Корпусные войска XI AK                       | 34      | 814                     | 7      | 855    |
| 88-я пехотная дивизия                        | 108     | 3055                    | 117    | 3280   |
| 389-я пехотная дивизия                       | 70      | 1829                    | 33     | 1932   |
| 72-я пехотная дивизия                        | 91      | 3524                    | 200    | 3815   |
| 57-я пехотная дивизия                        | 99      | 2598                    | 253    | 2950   |
| Корпусная группа «Б»                         | 172     | 4659                    | 382    | 5213   |
| Дивизия СС «Викинг» (вкл. «Валлонию»)        | 196     | 8057                    | 25     | 8278   |
| Части 213-й охранной дивизии                 | 22      | 418                     | 2      | 442    |
| Части 14-й танковой дивизии (фон Брезе)      | 14      | 453                     | 2      | 467    |
| Части 168-й пехотной дивизии                 | 12      | 601                     | 29     | 642    |
| 239-й дивизион штурмовых орудий              | ?       | 150                     | 0      | 150    |
| 14-й лёгкий дивизион АИР                     | 8       | 116                     | 1      | 124    |
| Всего                                        | 867     | 26 836                  | 1064   | 28 767 |
| Раненые, вывезенные из котла                 |         |                         |        | 4161   |
| Раненые, вывезенные из Лысянки 17-20 февраля |         |                         |        | 7496   |
| Всего спасшихся                              |         |                         |        | 40 423 |

## Участие немецких антифашистов
Для организации сдачи в плен немецких войск была использована организация «Свободная Германия», сформированная из немецких военнопленных, и входивший в неё Союз германских офицеров (СГО). Корсунь-Шевченковская операция была самой крупной операцией, проходившей с участием этой организации. Начальник Главного политуправления Красной Армии Александр Щербаков обратился лично к генералу Зейдлицу, председателю СГО и заместителю председателя «Свободной Германии»; было решено привлечь Отто Корфеса и Эрнста Гадермана. Руководство организации обратилось лично к немецким командирам с призывом сдаться без сопротивления и вступить в организацию, большинство этих обращений были от самого Зейдлица, знавшего как минимум двух из генералов, в том числе и генерала Лиеба, подчинённого Зейдлица во время Французской кампании, получившего от Зейдлица тогда строгий выговор, что, вероятно, негативно отразилось на попытке обращения к нему. Также делегация «Свободной Германии» через репродукторы и по радио обратилась ко всем немецким войскам; сотрудники организации проникли к немецким военнослужащим и массово раздали им листовки — пропуска в плен, означавшие, что предъявитель сдаётся полностью добровольно, благодаря которым предъявителя сразу предоставляли сотрудникам «Свободной Германии». Операция была относительно успешной: из 18 200 сдавшихся в плен каждый третий предъявил листовку «Свободной Германии».

## Память

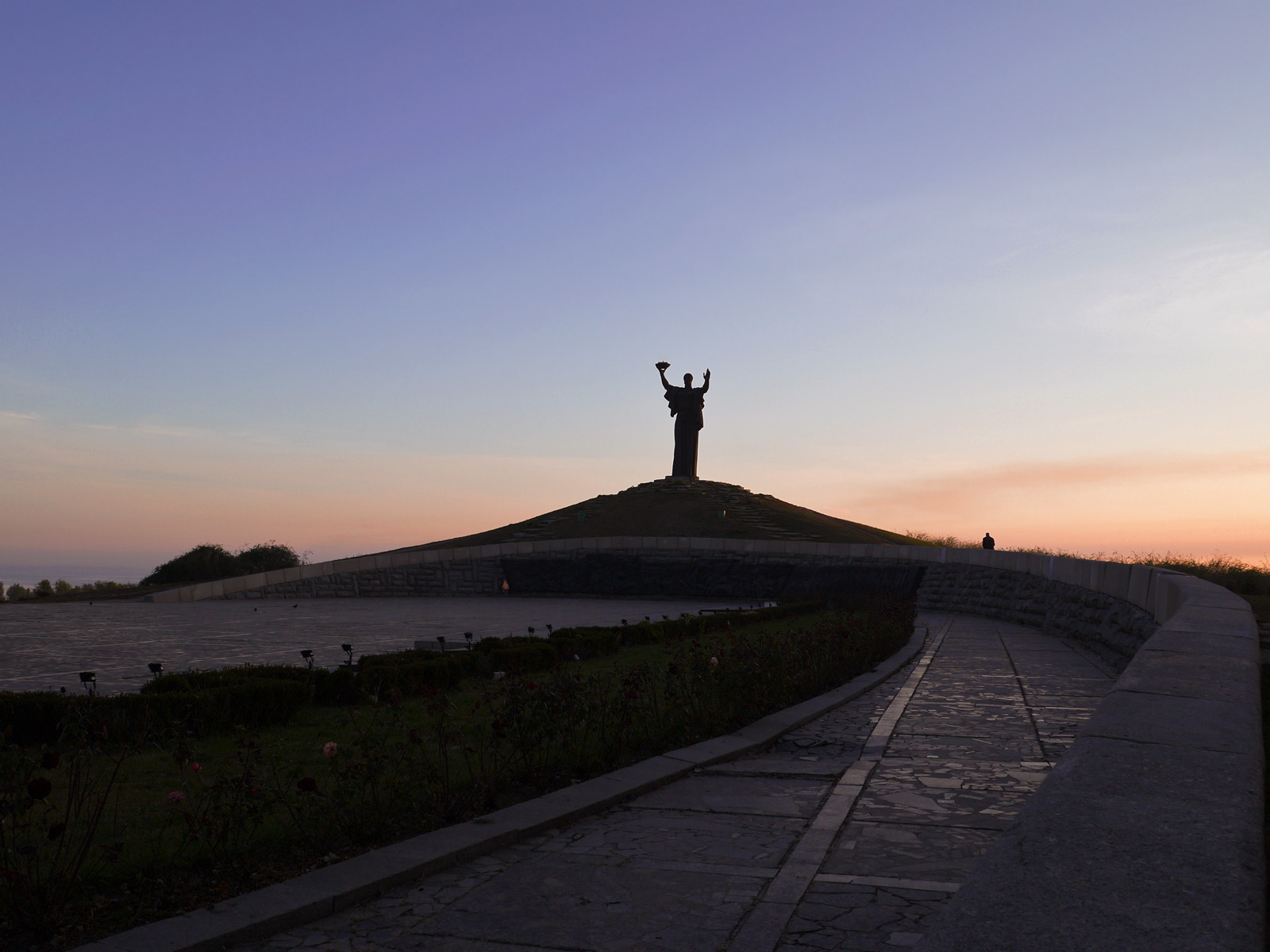
Холм Славы в городе Черкассы

В г. Корсунь-Шевченковский открыт Музей истории Корсунь-Шевченковской битвы,
в местах наиболее ожесточённых боёв — памятники, составившие Корсунь-Шевченковский мемориальный комплекс.

## В культуре
- Документальный фильм «Победа на Правобережной Украине» (1945), сценарист — А. П. Довженко[58]
- Художественный фильм «Если враг не сдаётся...» (1982, реж. Т. В. Левчук)
- Очерк «Сталинград на Днепре», автор — Сергей Сергеевич Смирнов